# 凝縮

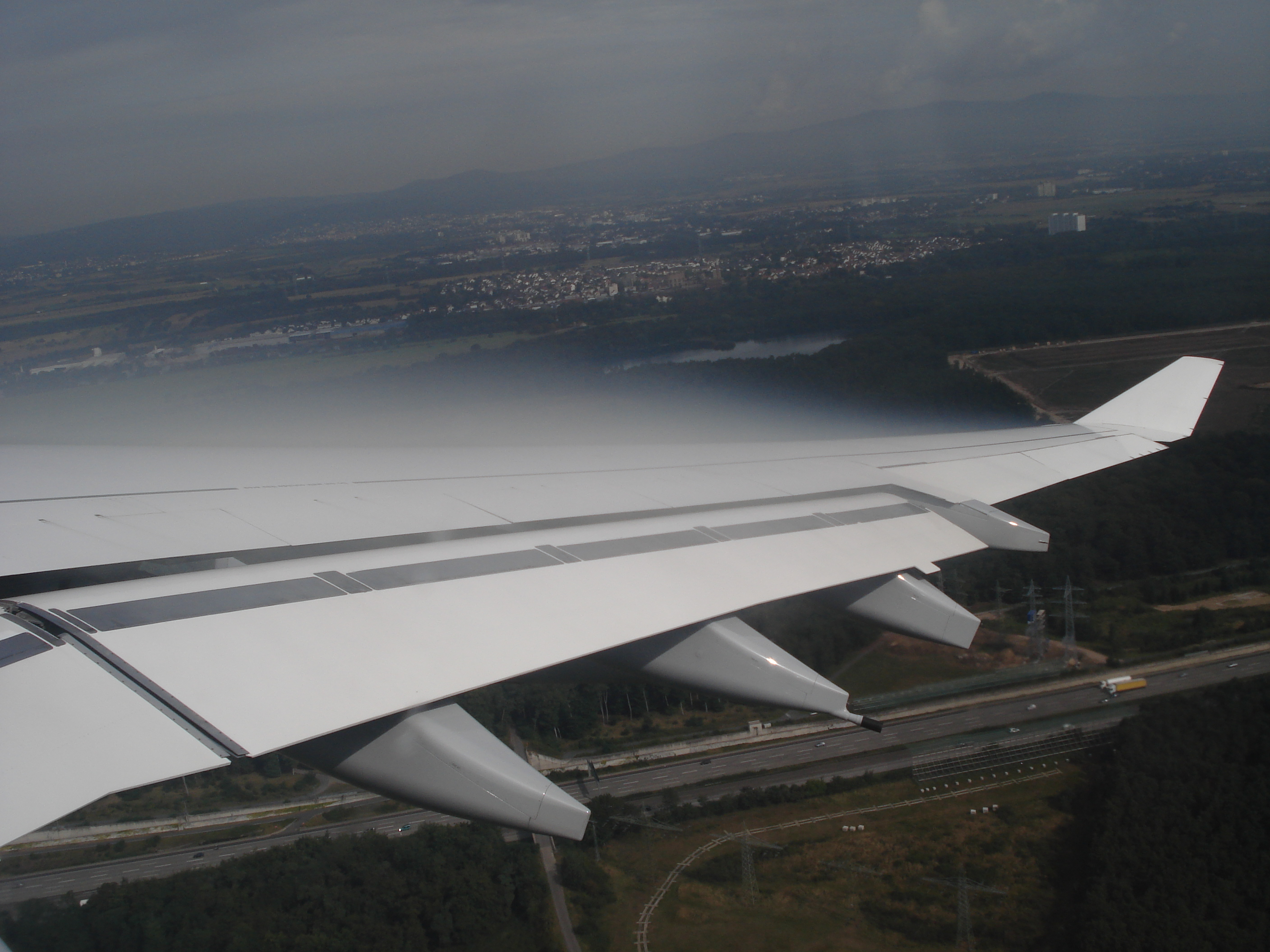
断熱膨張のため航空機の翼に生じた結露

凝縮（ぎょうしゅく 英:Condensation）は、気体から液体への物質の状態変化であり、気化の逆にあたるもの。液化とも言う。
なお水循環においては、大気中の水蒸気が雲や霧（細かい水滴）を生じさせる際の核となる微粒子を気象学で凝結核と呼ぶことから凝結という用語でしばしば説明されており、水蒸気が固体表面と接触することで凝縮した水滴が表面に吸着する現象は一般に「結露」と呼ばれている。
気体から固体への直接的な相転移が起きた場合、その変化は凝華と呼ばれる。

## 始まり
凝縮は、気体体積内にある粒子の原子・分子クラスター形成（雲の中で雨粒や雪の結晶が形成される等）であったり、そうした気体と液体表面ないし固体表面との接触がきっかけとなる。雲の中では、大気中の微生物によって生成される氷核タンパク質 (Bacterial ice-nucleation proteins) が、気体ないし液体の水分子と結合可能でこの触媒の役目を果たすことがある。

## 最も一般的な変化

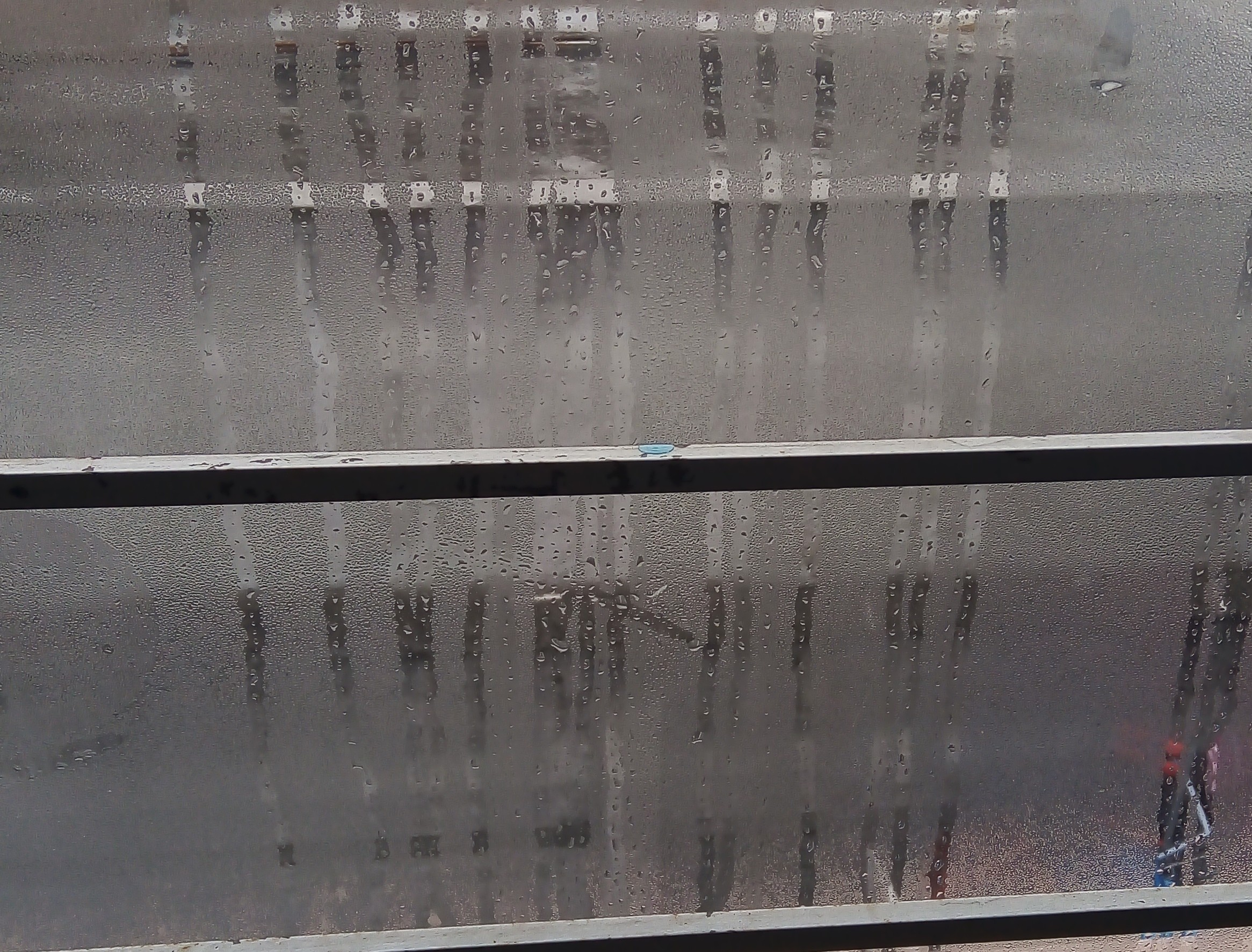
寒い日に起こる窓の結露

凝縮は一般的に、蒸気がその飽和限界まで冷却されたり圧縮されて気体の分子密度が上限の閾値に達する際に発生する。凝縮された液体を集める蒸気冷却および圧縮装置は凝縮器（水の場合は復水器）と呼ばれる。

## 可逆変化
表面の性質に応じて、そこに発生する逆方向の状態変化には幾つか種類かある。
- 液体（同一物質かその溶媒のいずれか）表面への吸収には、蒸発という可逆変化がある[2]。
- 粒子の三重点よりも高い圧力および温度における固体表面への吸着（露滴として）には、蒸発ないし気化という可逆変化がある。
- 粒子の三重点より低い圧力および温度における固体表面への吸着（固体の追加層として）には、昇華という可逆変化がある。

## 測定
乾湿計は、空気中の水分蒸発を介して様々な大気圧と温度での凝縮速度を測定する。水とは水蒸気の凝縮による産物であり、凝縮とはこうした相転移のプロセスである。

## 凝縮の応用

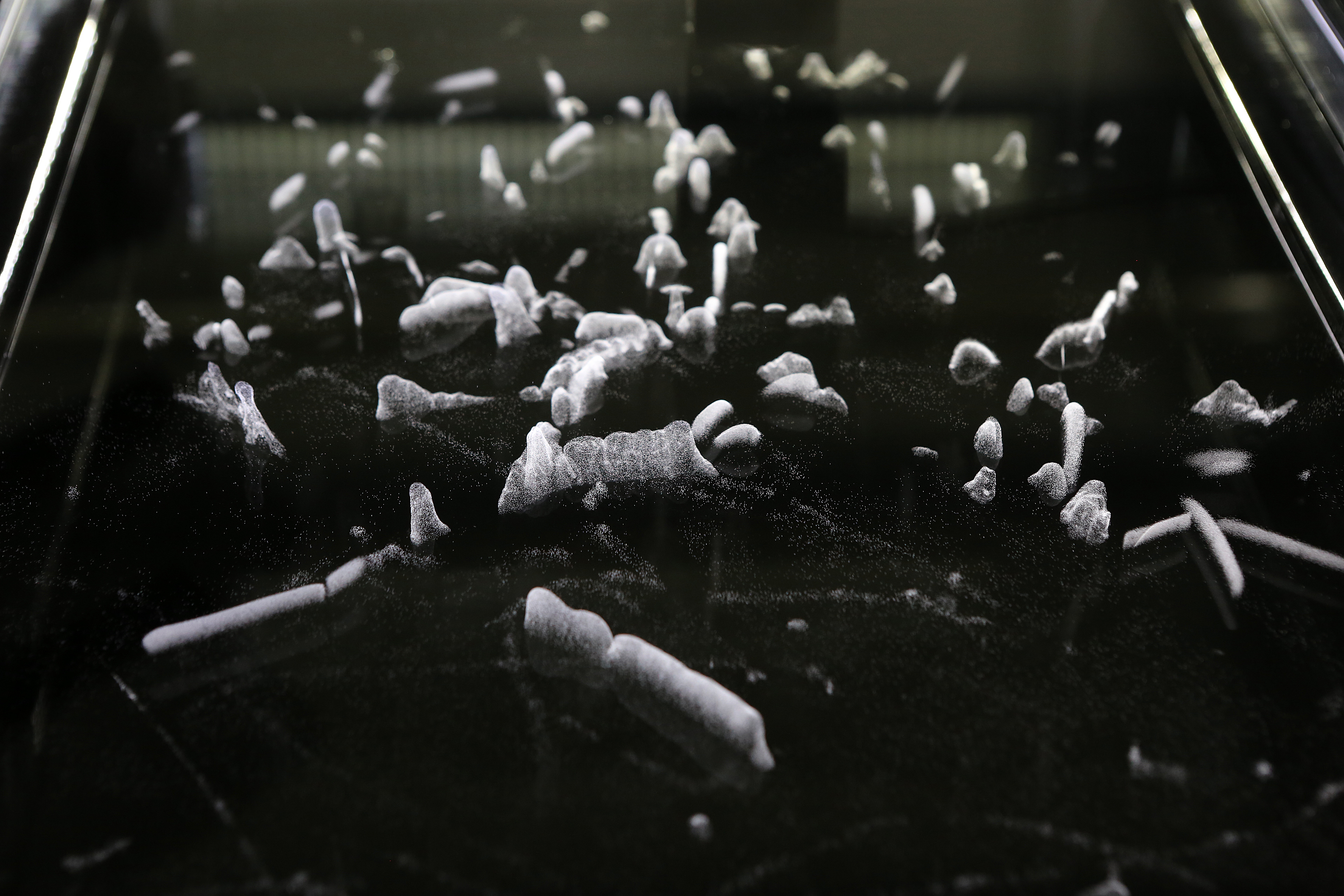
霧箱では液体（水の場合もあるが通常はイソプロパノール）が放射粒子に接触すると凝縮して、飛行機雲と同様の効果を生じさせる

凝縮が重大な構成要素である蒸留は、実験室や産業化学での重要な応用である。
結露は自然発生現象であるため、人類が使うため水を大量生成するのにしばしば活用されている。空気井戸 (air well) やフォグフェンス (fog fence) など、結露からの水を集めることだけを目的に作られた構造物も多く存在する。こうしたシステムは多くの場合砂漠化が活発な地域で土壌水分を保持するのに活用されており、砂漠化進行中の地域に住む人々に復水器について教育し、現況に効果的に対処すべく支援を行っている組織も幾つかあるほどである。
凝縮はまた、霧箱の中で粒子飛跡を形成する際の重要プロセスである。この場合、入射粒子によって生成されたイオンが蒸気の凝縮に向けた核の中心として機能し、目視できる「雲」の軌跡を生じさせる。
消費者および産業による凝縮の商業用途としては、発電、海水淡水化、熱制御、冷凍、空調などがある。

## 生物圏の適応
多くの生物が凝縮（ないし結露）によって生み出された水を活用している。幾つか例を挙げると、オーストラリアのモロクトカゲ、ナミビア沿岸のゴミムシダマシ科、米国西海岸のセコイアなどがいる。

## 建物建設での結露

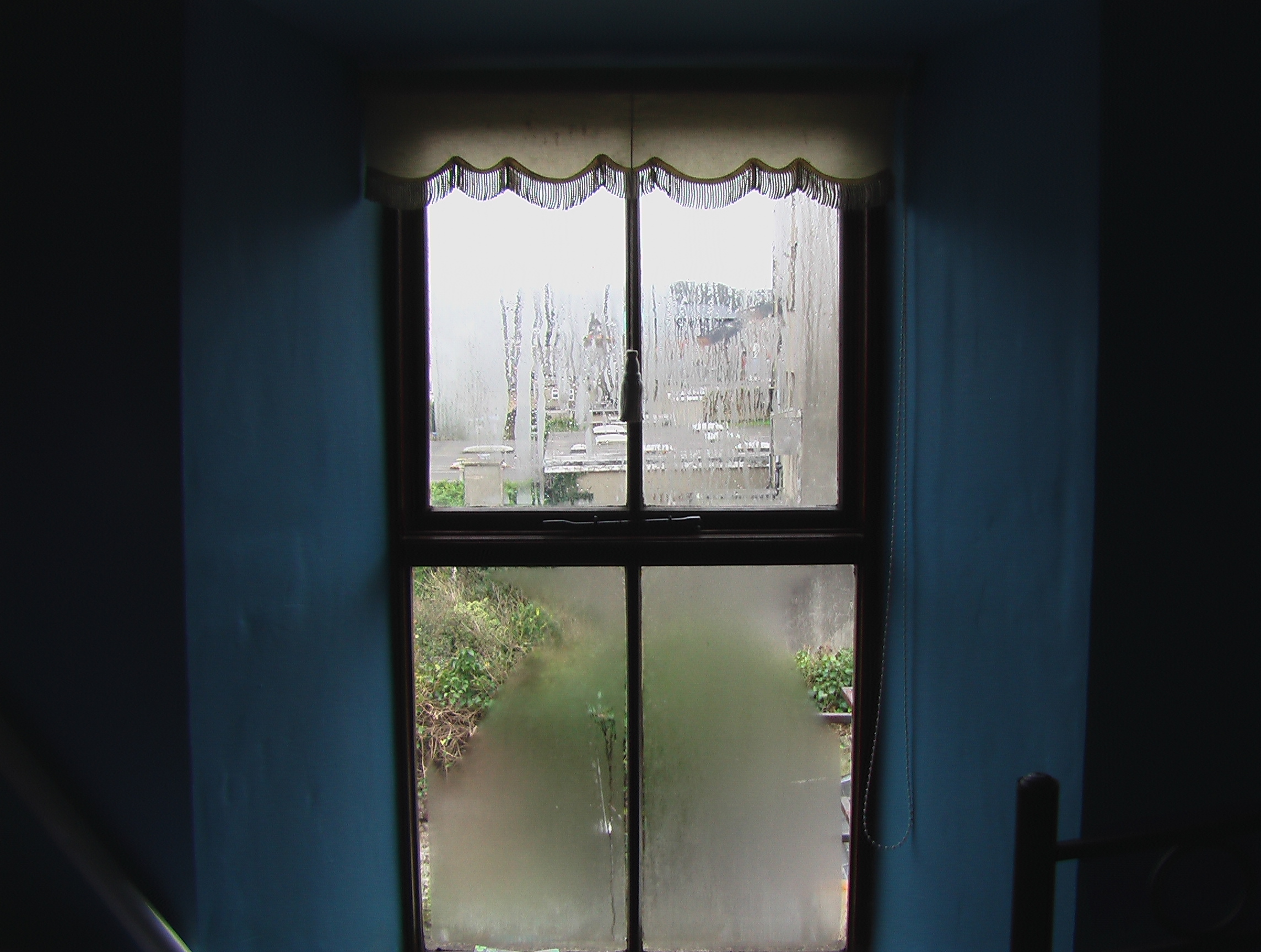
雨による窓の結露

建物建設における結露は、湿気、カビの健康問題、木材の腐敗、腐食、モルタルや石垣の弱体化、熱伝導の増加によるエネルギー損失、を引き起こす可能性があるため望ましくない現象である。これらの問題を緩和するには室内空気の湿度を下げたり、建物内の換気を改善する必要がある。これは例えば、窓を開けたり、換気扇を付けたり、除湿機を使用したり、衣類を屋外で乾燥させたり、調理中に鍋やフライ御案に蓋をするなど、様々な方法で行うことが可能である。空気から水分を除去して建物全体に空気を巡らせるのに役立つ空調・換気システムを設置するのも有効である。空気中に貯えることのできる水蒸気の総量は、温度を上げるだけで増やすことが可能である。しかし、家での結露の大半は暖かくて湿気の多い重たい空気が冷えた固体表面と接触した時に発生するので、これが両刃の剣となる可能性もある。空気が冷やされると、もはやそれは多くの水蒸気を保持できない。これは冷えた表面での水の結露につながる。セントラルヒーティングが冬に一枚ガラス窓との組み合わせで使用される場合、これは非常に明白である。
構造間の結露は、断熱の不備または欠如、熱橋、防湿施工、断熱ガラスによって引き起こされる場合がある。

## 相転移の表
| 転移前（下）と後の相 | 固体へ | 液体へ | 気体へ | プラズマへ |
| -------------------- | ------ | ------ | ------ | ---------- |
| 固体から             |        | 融解   | 昇華   |            |
| 液体から             | 凝固   |        | 気化   |            |
| 気体から             | 凝華   | 凝縮   |        | 電離       |
| プラズマから         |        |        | 再結合 |            |